# سوق وادي بردى
 سوق وادي بردى، قرية تقع على أطراف سهل الديماس في منطقة وادي بردى، وتتبع منطقة الزبداني بمحافظة ريف دمشق. تبعد عن دمشق مسافة 14 كيلومترًا إلى جهة الغرب. بلغ عدد سكانها 3678 نسمة عام 2004 حسب بيانات المكتب المركزي للإحصاء، وغالبية سكانها من المسلمين السُّنة.

## أصل التسمية
يُشير اسم سوق وادي بردى إلى أنّه كان يقام فيها سوق للبيع والشراء فيما مضى، وذلك على غرار تسميات أسواق أخرى مثل سوق الأحد، وسوق الجمعة، وسوق الخيل.
قديمًا كانت سوق وادي بردى تُعرف باسم «آبيلا» أو «آبل» أو «آبلة» نسبةً إلى هابيل الذي تتناقل التقاليد القديمة إنه قدم ضحية هو وأخوه قابيل (قايين) على قمةٍ قرب هذه القرية، وقيل على جبل قاسيون فوق صالحية دمشق.
جاء في «القاموس الجامع الكبير للقرن التاسع عشر» لمؤلّفه الفرنسيّ بيير لاروس: «إنّ آبيلا أو آبل هي مدينةٌ قديمة في سوريا المجوّفة كائنة غربي دمشق  أسفل جبل سنّير، وهي اليوم قرية تُدعى سوق وادي بردى، وقد كانت هذه المدينة قاعدة مملكة يرأسها ليسانياس، ودعا الرّومان هذه المملكة باسم آبيلينية».
أمَّا المؤرخ يوسيفوس فلافيوس فأطلق عليها اسم «آبل لبنان»، ثم سماها العرب «آبل السوق» لسوقٍ أقاموه فيها للبيع والشراء، ثم أطلِق عليها اسم «سوق وادي بردى»، وأسقطت كلمة «آبل».
وقد ذكرها بالاسم الشاعر ابن منير الطرابلسي بقوله:

## التاريخ
في يوم 25 تشرين الأول (أكتوبر) 2013، هزَّ انفجار عنيف ناتج عن انفجار سيارتين مفخختين القرية في مجزرة ارتكبها نظام الأسد بعد صلاة الجمعة أثناء خروج المصلين من مسجد أسامة بن زيد، وهو المسجد الرئيسي في القرية حوالي الساعة الواحدة ظهرًا. وقد تبع هذا الانفجار انفجار سيارة مفخخة ثانية بعد ثلاث دقائق تقريبًا، ما أدّى إلى مقتل قرابة 225 شخصًا عُرفت أسماء تسعين شخصًا منهم، في حين لم يتم التعرُّف على الضحايا الآخرين بسبب تحوّلهم إلى أشلاء أو تفحُّم جُثثهم وتشوُّهها من شدّة الحريق الذي تبع الانفجارين. إذ تفجَّرت واحترقت جميع السيارت المركونة في محيط المسجد على إثر التفجيرين، وبلغ عددها نحو أربعين سيارة مدنية. وفاق عدد الإصابات خمسمئة إصابة، منها نحو 250 إصابة مباشرة، إضافة إلى 200 إصابة متوسطة وطفيفة. ووصل الأمر أن اُنتشلت أشلاء الضحايا المتناثرة من نهر بردى ومن على الأشجار، بل انتشلت الأشلاء البشرية من قرية كفر العواميد المتاخمة بمبادرة من الأهالي. تبع المجزرة قيام قناصات الحرس الجمهوري ومضادات طيران الأسد باستهداف جميع السيارات المُسعفة للمصابين. دخلت السيارتان من طريق بلدة الديماس العلوية، وكان يوجد على امتداد هذا الطريق عدد من حواجز النظام التي كانت تفرض حصارًا على المنطقة منعت فيه دخول الخبز والمواد الغذائية.
كان من بين الأسباب التي دفعت نظام الأسد إلى ارتكاب هذه المجزرة هو إخافة الأهالي والمدنيين، والعمل على ضرب الحاضنة الاجتماعية للجيش الحرّ في المنطقة بسبب عجزه عن المواجهة وإيقاف المد العسكري نحو العاصمة.

## الجغرافيا
تقع القرية على السفح الشمالي لجبل النبي هابيل على الضفة اليمنى لنهر بردى، وتبعد عن دمشق مسافة 14 كيلومترًا إلى الجهة الغربية. لا تخلو الجبال المحيطة بقرية السوق من النواويس القديمة المحفورة غالبًا في القمم والأكام.

## المعالم والآثار
يوجد في سوق بردى عدة مغائر وكهوف، ويُذكر أنها كانت آهلة بالسكان قديمًا، حتى يزعم البعض أن حادثة قتل قابيل لهابيل حصلت فيها حيث يوجد مسجد النبي هابيل على قمة أحد التلال المتاخمة للقرية.